# Дижбит, Андрей Мартынович
Андрей Мартынович Дижбит (латыш. Andrejs Dižbite; 18 декабря 1889 — 29 декабря 1966) — начальник Главного управления милиции РСФСР, старый большевик.

## Биография
Родился в семье безземельного крестьянина. Летом пас скот у кулаков, а зимой на заработанные деньги посещал школу. В 1906 приехал в Ригу и поступил на коммерческие курсы. Окончив их в 1908 году, он начал работать бухгалтером в различных коммерческих учреждениях. В это время сближается с социал-демократами, и в 1912 году его принимают в члены Социал-демократической партии Латышского края.
28 ноября 1914 Дижбита вместе с другими большевиками арестовали и выслали в Нарымский край. Был заключённым в сибирских тюрьмах, затем последовала ссылка в деревню Городище[уточнить] Нарымского края Томской губернии. Проводил агитационную работу среди местного населения. Последовал перевод в село Молчаново (Молчановское) Томского уезда и губернии. Проводил массовки. Весной 1916 он бежал из ссылки, работал в Екатеринбурге, пребывая на нелегальном положении, затем в Самаре. Здесь проводил пропагандистскую работу в кружках, участвовал в партийной конференции и был избран членом партийного комитета.
Накануне Февральской революции приезжает в Петроград. 22 февраля 1917 года партийный комитет поручил ему организовать демонстрацию рабочих Путиловского завода, а тремя днями позже руководить демонстрацией рабочих Выборгской стороны. Участвовал также в захвате Литовского замка и освобождении революционеров, заключенных в этой тюрьме.
После свержения монархии работает в редакции газеты «Циня» и агитатором-пропагандистом партийного комитета. Он часто выступает на предприятиях, ведёт непримиримую борьбу с соглашателями и латышскими буржуазными националистами. В мае 1917 года по заданию ЦК партии участвует в организации газеты «Окопная правда» и входит в её редколлегию, проводит большую политическую работу среди солдат 12-й армии. Большевики Риги избирают Андрея Мартыновича делегатом на VI съезд РСДРП(б).
После сдачи Риги войскам кайзеровской Германии Андрей Дижбит выезжает с материалами и архивом газеты «Окопная правда» в Петроград. Как агитатор-пропагандист он выступает на предприятиях столицы, среди солдат и матросов Выборга и Гельсингфорса. Одновременно устанавливает связи с латышской большевистской организацией столицы и по её заданию работает среди беженцев Прибалтийского края. Его избирают секретарём Всероссийского съезда беженцев и вводят в правление, также был избран членом ВЦИК.
В дни Октябрьского вооруженного восстания находился в штабе революции — Смольном, а в ночь с 24 на 25 октября по распоряжению председателя ВРК Н. И. Подвойского отправляется в города Юрьев (Тарту) и Венден (Цесис), чтобы ускорить отправку латышских стрелков на помощь революционному Петрограду. После Октябрьской революции Андрей Мартынович участвует в ликвидации различных учреждений старого режима — «Союза городов», «Северного союза», святейшего синода, а затем назначается комиссаром по делам беженцев.
После переезда Советского правительства в Москву А. М. Дижбит был назначен начальником Главного управления милиции РСФСР. С 1919 находился на ответственных постах в войсках ВЧК, а в 1920 году назначается комиссаром 1-й Конной армии.
В дальнейшем работал в системе Наркомата внешней торговли. В 1958 уходит на пенсию.

## Семья
- Жены — Рая[3], Дижбит Дина (1911—1967)

- Сыновья — Дижбит Эдгар Андреевич, Дижбит Игорь (1932—2005)

## Сочинения
- Дижбит А. М. За победу Октября: (Из воспоминаний старого большевика) / Лит. запись В. Спаре; Парус: Лит.-худож. альм. — Рига, 1957.